# Mihail Milchev
Mihail Milchev (tiếng Bulgaria: Михаил Милчев; sinh 18 tháng 6 năm 1988) là một cầu thủ bóng đá Bulgaria, hiện tại thi đấu cho Dunav Ruse ở vị trí hậu vệ.